# John Fitzgerald Kennedy
|  | «JFK» redirigeix aquí. Vegeu-ne altres significats a «JFK (desambiguació)». |

John Fitzgerald Kennedy (anglès: John F. Kennedy)  (Brookline, 29 de maig de 1917 - Parkland Memorial Hospital, 22 de novembre de 1963), sovint esmentat per les seves inicials JFK o pel malnom Jack, fou el 35è president dels Estats Units. Va ser president de 1961 fins al seu assassinat el 1963. Kennedy va representar l'estat de Massachusetts entre 1947 i 1960 com a membre de la Cambra dels Representants i del Senat. Va ser elegit com a president el 1960 en una de les eleccions més competides de la història estatunidenca. Fins l'arribada a la Casa Blanca de Joe Biden el 2021, va ser l'únic catòlic elegit president dels Estats Units. Va ser el membre més destacat de la seva família.
Alguns esdeveniments importants durant la seva presidència són la Invasió de Bahía de Cochinos, la Crisi dels míssils de Cuba, la construcció del mur de Berlín, l'exploració espacial, els primers anys de la Guerra del Vietnam i del Moviment pels drets civils.
John F. Kennedy va ser assassinat el 22 de novembre de 1963. La Comissió Warren va concloure que Lee Harvey Oswald va actuar de manera independent en matar el president, però el Comitè Selecte d'Assassinats de la Cambra de Representants va suggerir la possibilitat de la participació de més d'un franctirador. L'assassinat de Kennedy és considerat un moment decisiu històric a causa de l'impacte dramàtic que va tenir sobre la nació i la història política durant les següents dècades.

## Primers anys
La seva família era d'origen irlandès. El seu pare, el doctor Joseph P. Kennedy, era ambaixador dels Estats Units al Regne Unit just abans de la Segona Guerra Mundial i posseïa una de les majors fortunes del país. La seva mare fou Rose Kennedy, filla de John F. Fitzgerald, alcalde de Boston. El matrimoni va tindre nou fills, dels quals John fou el segon.
La família es va traslladar a l'estat de Nova York i John va realitzar allà els seus estudis secundaris, posteriorment finalitzats a diverses escoles de Connecticut junt amb el seu germà gran Joseph Patrick Jr., conegut familiarment com a Joe. En octubre de 1935 va viatjar a Londres per estudiar amb ell també a la London School of Economics, però els seus problemes de salut el van obligar a tornar als Estats Units. John no va poder continuar els seus estudis amb normalitat fins al curs següent, matriculant-se al setembre de 1936 en Relacions Internacionals a la Universitat Harvard, on va tornar a coincidir amb Joseph. Es graduà en estiu de 1940 amb una qualificació Cum laude a la seva tesi Why England Slept, posteriorment publicada i èxit de vendes. El curs següent va assistir breument a la Universitat Stanford, abans que la tasca del seu pare com a ambaixador i la Segona Guerra Mundial centraren tota la seva atenció.
John es va oferir voluntari per a l'exèrcit ja a principis de 1941, però els seus problemes de salut van retardar l'ingrés. El 2 d'agost de 1943 es va convertir en un heroi de guerra; a bord del patruller PT109 va ser atacat per un patruller japonès. Va romandre durant 30 hores a la mar, a fi de mantenir amb vida a alguns dels seus companys greument ferits. D'aquesta manera va agreujar una lesió d'esquena que havia sofert jugant al futbol americà, i que li causaria molèsties durant tota la seva vida.
El seu germà major Joseph va morir en combat durant la guerra, motiu pel qual John va haver de prendre les responsabilitats pròpies de l'ambició política que el seu pare tenia per a la família. En una ocasió quan era llavors candidat presidencial, John va dir a un periodista que l'entrevistava: "Precisament soc aquí en la política perquè Joe va morir. Si demà a mi em succeeix alguna cosa, el meu germà Bobby (Robert F. Kennedy) pugnarà pel meu seient des del Senat. Si Bobby mor, llavors Teddy (Edward M. Kennedy) el reemplaçarà". Irònicament les seves paraules es van convertir en una inesperada profecia.

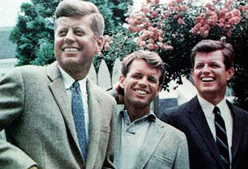
Els germans John, Robert i Edward

## Vida política
A principis dels anys 1950 es converteix en senador per l'estat de Massachusetts. Com a candidat demòcrata va guanyar en l'elecció presidencial de 1960 al llavors vicepresident, Richard Nixon i el seu mandat només va durar aproximadament mil dies. Diversos autors han dubtat de la netedat d'aquestes eleccions, especialment en l'estat d'Illinois, on la decisiva influència de la Màfia de Chicago va decidir la victòria demòcrata.

### Les eleccions de 1960

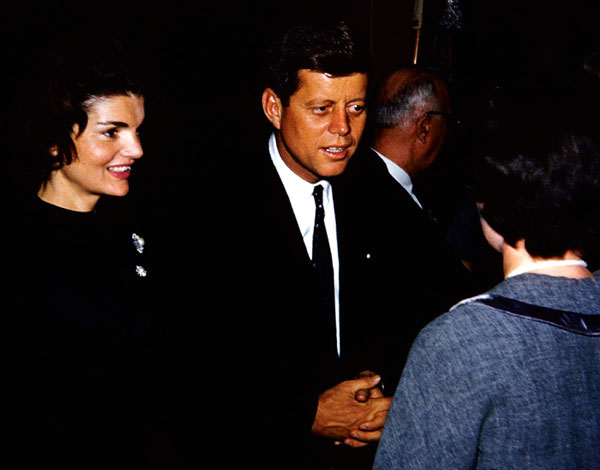
John i Jackie Kennedy en campanya (Appleton, Wisconsin), març de 1960.

Les eleccions de 1960 van ser les primeres del món en què la televisió va tenir un paper transcendental. Els sondejos d'opinió, els estudis dels experts en investigació de mercat, la telegènia com a factor que calia tenir en compte i el gran debat preelectoral entre els candidats, van ser determinants.
Tan bon punt va arribar a la Casa Blanca, Kennedy es va esforçar per demostrar el seu dinamisme i la seva militància. Era un president àvid d'acció immediata, de cops espectaculars, fins al punt que es va produir un increment dramàtic de la tensió de la guerra freda. Fins a la Crisi dels míssils de Cuba, aquesta activitat es va saldar de manera més aviat negativa per als Estats Units, especialment degut al fracàs de la invasió de Bahía de Cochinos. Però Kennedy va acceptar tots els reptes. La cursa espacial es va transformar en prioritària. Alhora, JFK va intentar, fins i tot, tractar el "front interior" amb decisió: va prometre una política social anomenada Nova Frontera. Hi entraven projectes d'ensenyament, assistència a nens necessitats, minusvàlids, televisió estatal, ensenyament tècnic, etc., i sobretot, el Medicare, o projecte de medicina socialitzada per a les persones més grans.
John Kennedy també va prometre començar la superació de la segregació racial, malgrat que va ser el seu germà Robert, secretari de Justícia, qui va portar el pes d'aquest projecte.

### La política exterior
En el front de la guerra freda, John Kennedy i el seu germà Robert es van abocar als països de l'anomenat Tercer Món, que semblava que donaven un marge suficient al comunisme per guanyar l'enfrontament bipolar. En aquestes zones, la contrainsurrecció havia de ser l'estratègia bàsica per a combatre la guerrilla d'esquerres utilitzant les seves mateixes tàctiques. Tanmateix, alhora, es feien plans per emprar la CIA o les noves forces especials (els boines verdes) i s'establien centres de contrainsurrecció a Panamà.
Els Kennedy també pensaven que el secret de l'estabilitat política a Llatinoamèrica era més aviat en el desenvolupament econòmic que en la repressió. Per això, es va crear l'Aliança per al Progrés com a plataforma per a assegurar la consolidació d'una àmplia i sòlida classe mitjana a tot el con sud. Fruit d'aquest pla va ser el ressorgiment de Ciutat Kennedy, que en l'actualitat és el barri més gran de Bogotà, amb més d'un milió d'habitants. També es va cercar la integració al mercat de la pagesia i les poblacions marginals mitjançant la instrucció en tecnologies senzilles.
En conjunt, els resultats de la política exterior del president Kennedy a Llatinoamèrica van ser, si més no, incerts. Si els moviments revolucionaris no van prendre més impuls al llarg dels anys seixanta va ser, sobretot, per les seves pròpies contradiccions. D'una altra banda, a Amèrica Llatina no tot van ser bones intencions: on no n'hi havia prou amb la "política del talonari" (ajudes econòmiques generoses) no hi havia escrúpols, si arribava el cas, per recórrer al cop d'estat. A l'Extrem Orient, el suport nord-americà al president sud-vietnamita Ngo Dinh Diem, corrupte i nepotista, va obrir un camí que uns quants anys més tard va acabar en desastre. La decisió kennediana d'enviar consellers militars i forces especials al sud-est asiàtic no va ser sinó la continuació de la política d'Eisenhower a la zona. Però en els dos anys i mig de gestió del president Kennedy, la presència militar estatunidenca al Vietnam va créixer espectacularment fins a arribar als 16.000 consellers el 1963.

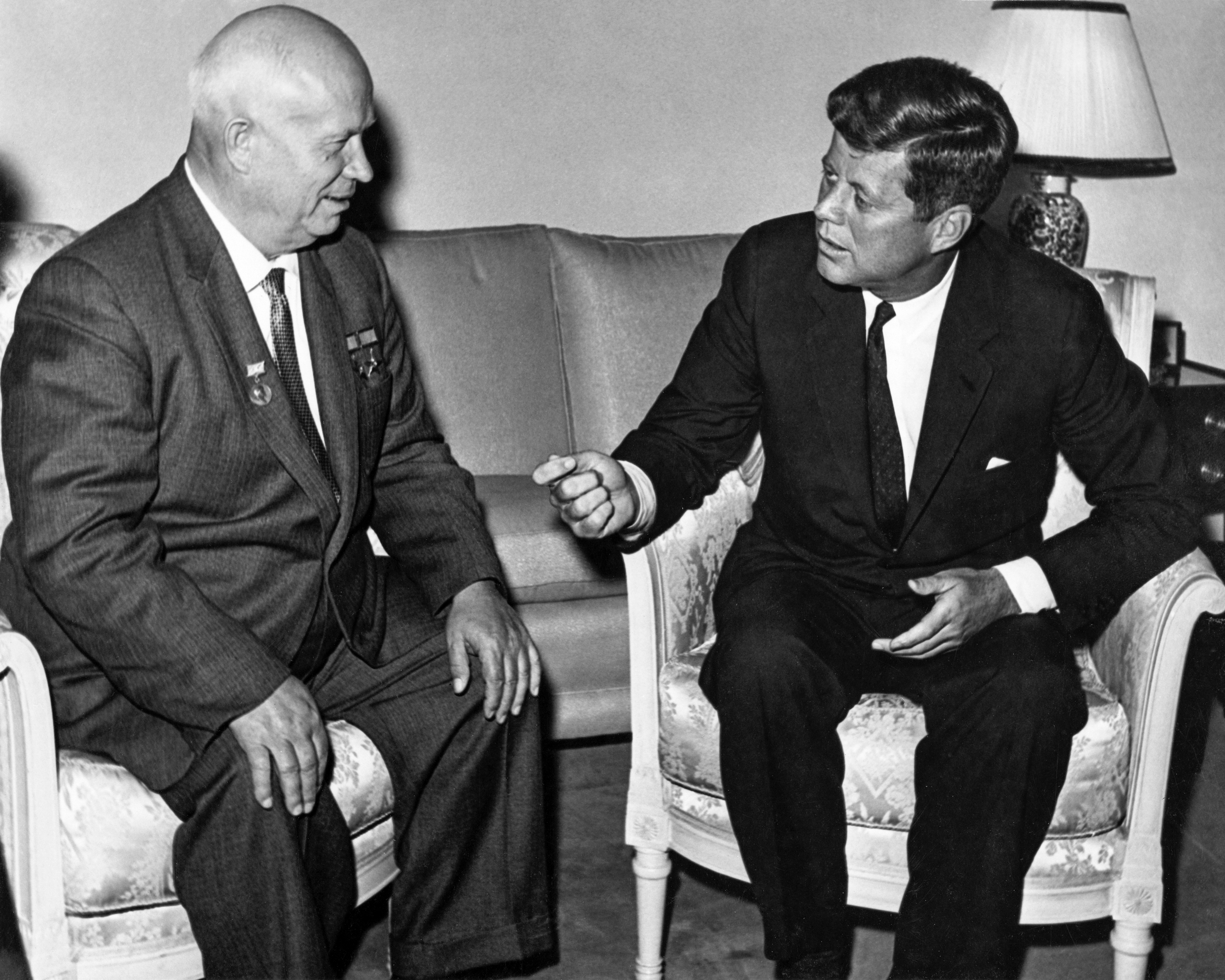
John F. Kennedy i Nikita Khrusxov a Viena, 1961

Tot això responia a la Teoria del dòmino, és a dir, al temor que la victòria del comunisme a tot el Vietnam s'encomanés als països veïns i s'estengués pel sud-est asiàtic i encara més enllà. Alhora, aquest enfocament histèric tenia el seu origen en el desconcert que havia causat la penetració soviètica a Egipte, Ghana, Guinea i Cuba al llarg de la segona meitat dels anys cinquanta, saltant per sobre de la tanca dels pactes estratègics (SEATO, CENTO, ANZUS, OEA) que tant s'havia esforçat a desenvolupar Foster Dulles.
Així, durant el seu mandat, van tenir lloc diversos fets remarcables en la història dels EUA: l'acceleració de la carrera espacial, l'augment del paper dels Estats Units en la Guerra del Vietnam i la invasió de Bahía de Cochinos, seguida de la crisi dels míssils de Cuba el 1962. Negociacions entre el govern de Kennedy i el líder de la Unió de Repúbliques Socialistes Soviètiques (URSS), Nikita Khrusxov, van aconseguir detenir les hostilitats; no obstant això, durant tota la història de la Guerra Freda mai es va estar tan prop d'una confrontació armada directa entre les dues potències. També en el seu mandat es va produir la construcció del Mur de Berlín, amb motiu del que va dir una de les seves frases més recordades: "Jo també soc un berlinès" (Ich bin ein Berliner).

#### Discurs a Berlín Occidental

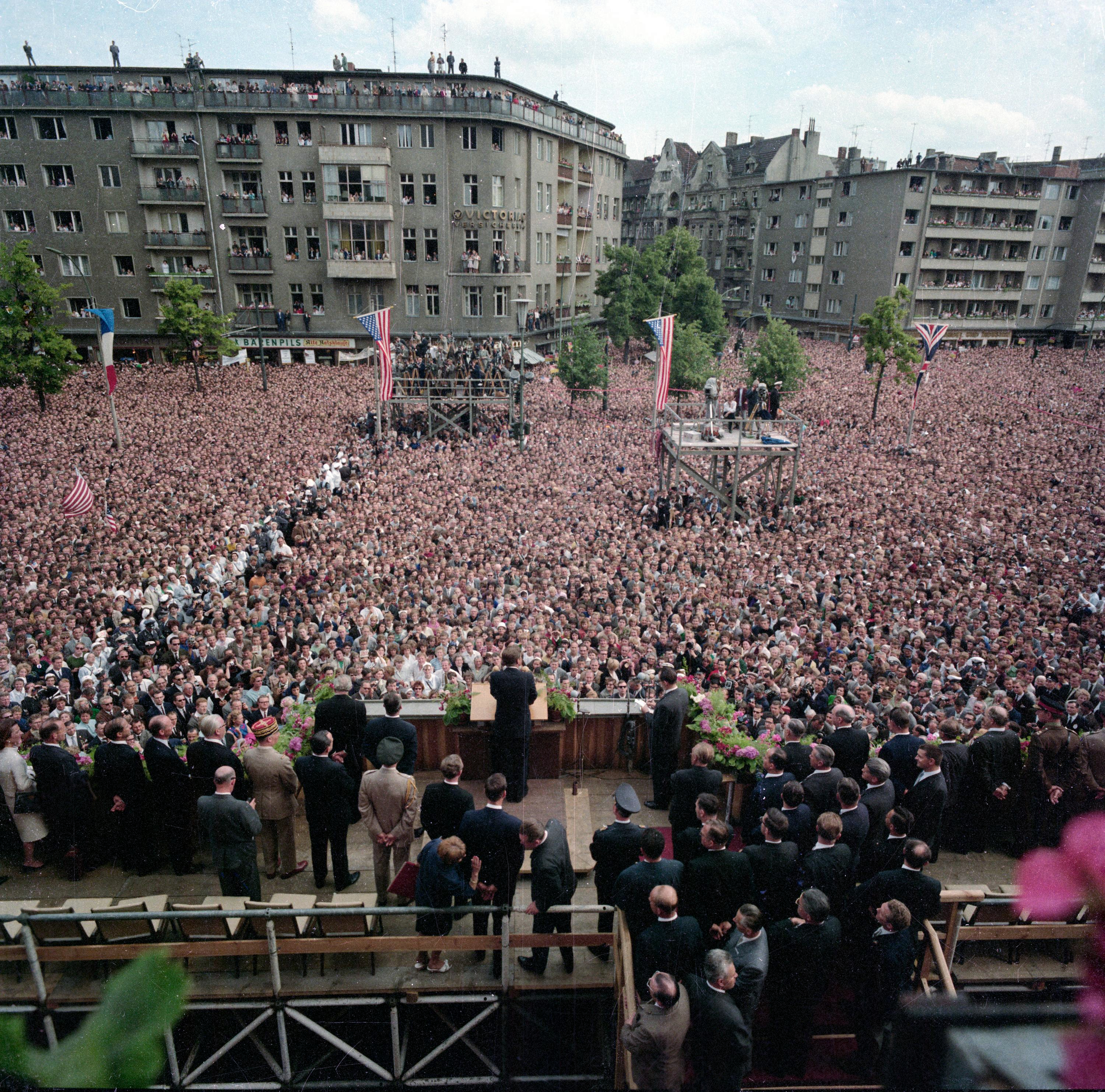
El President Kennedy es dirigeix als berlinesos. 26 de juny de 1963.

Al final de la Segona Guerra Mundial, Alemanya va ser dividida sota les pressions simultànies dels aliats i els soviètics. Amb la construcció del Mur de Berlín el 13 d'agost de 1961, els comunistes van separar Berlín en dues parts, una, sota el control dels aliats, es diria Berlín occidental, i una altra, sota el control dels soviètics, es diria Berlín oriental. Kennedy va visitar Berlín occidental i el 26 de juny de 1963 va pronunciar un discurs públic criticant el comunisme amb motiu del quinzè aniversari del bloqueig de Berlín imposat per l'URSS. En el discurs, pronunciat des del balcó de l'edifici 'Rathaus Schöneberg', va assenyalar la construcció del Mur de Berlín com un exemple del fracàs comunista:
"La llibertat suposa moltes dificultats i la democràcia no és perfecta, però mai ens vam veure obligats a eregir un mur, per confinar al nostre poble."
La frase Ich bin ein Berliner (Soc un berlinès), en virtut de la qual el discurs va passar a la història, se li va ocórrer a Kennedy quan anava pujant al balcó del Rathaus Schöneberg. La idea es va basar en l'antiga frase civis romanus sum (Soc ciutadà de Roma) utilitzada pels romans. Es va apropar al seu intèrpret, Robert H. Lochner, perquè li traduís la frase "I am a Berliner" i perquè l'ajudés amb la seva pronunciació, escrivint ràpidament en un full la frase i la seva pronunciació. Gairebé el 83% de la població berlinesa es trobava als carrers quan Kennedy va dir aquesta frase. Després, impressionat, confessaria als seus assistents: "Mai tindrem un altre dia com aquest."

### La qüestió racial

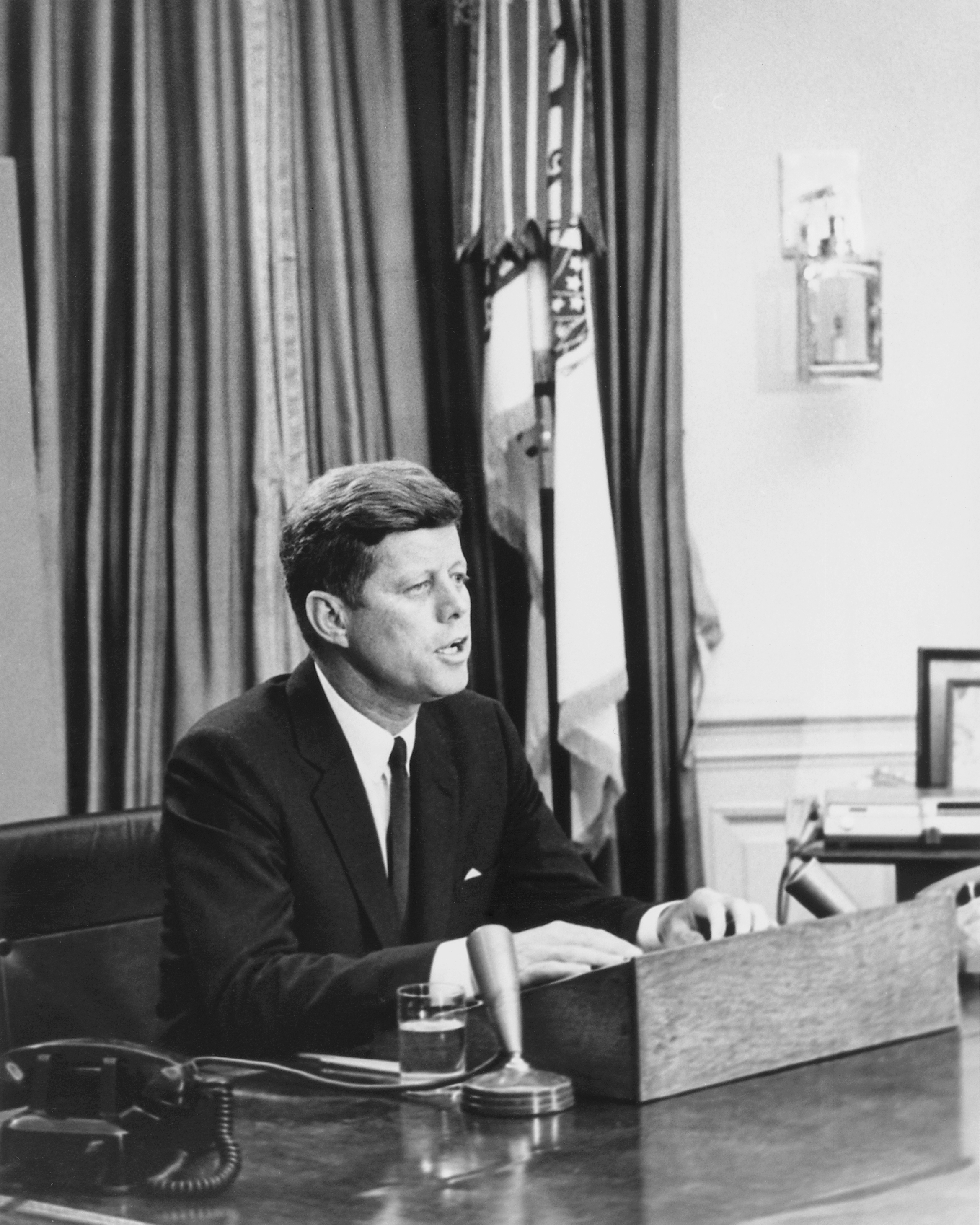
Kennedy es dirigeix a la nació sobre els drets civils, 11 de juny de 1963.

Durant els anys cinquanta, algunes minories, com els italians, els irlandesos i els jueus, estaven en procés d'ascens social. La pressió per reformar la discriminació racial en l'ensenyament, tan característica dels anys cinquanta i seixanta, no va canviar dràsticament la situació real dels estudiants de color: el 1961, només el 7% dels nens negres dels estats del Sud assistien a centres d'ensenyament integrats. Però aquesta situació reflectia uns desitjos de transformacions profundes que la majoria de la societat estatunidenca expressava cada vegada més nítidament.
El Moviment pels drets civils de la població afroamericana tingué un paper destacat, especialment en els estats del sud, on els negres seguien patint una forta segregació. Així mateix, JFK, pel seu carisma, va ser una font d'inspiració perquè molts estatunidencs s'involucressin socialment i políticament en l'activitat pública.

### La qüestió econòmica
En matèria econòmica va promoure el que va denominar la Nova Frontera; l'esperit de la qual es podia resumir en una de les seves cèlebres frases: «No preguntis el que Amèrica pot fer per tu sinó el que tu pots fer per Amèrica». Era un programa econòmic que pretenia fomentar el creixement econòmic i rescatar al seu país de l'apatia i el sentiment de l'amenaça comunista de la darreria dels anys 1950, de tall clarament keynesià on comptava amb assessors econòmics com James Tobin, Walter Heller, Paul Samuelson, Robert M. Solow o John Kenneth Galbraith.
El programa pretenia reduir l'atur, augmentar la despesa en l'educació pública, crear una assegurança sanitària per a tots els nord-americans, establir un salari mínim, reduir impostos... totes aquestes mesures i moltes altres volien crear una nova època de prosperitat i benestar (algunes també es podrien subscriure dintre de l'àmbit d'impuls dels drets civils i la política d'integració). Totes aquestes idees es van veure frustrades per les dificultats amb què es va trobar en les cambres legislatives i, ja de forma definitiva, amb el seu assassinat (encara que si es van aprovar diverses després de la seva mort), en definitiva, el seu programa econòmic no es va poder dur a la pràctica i tampoc va tenir continuïtat pel que els seus efectes no van ser molt grans.

### Programa espacial

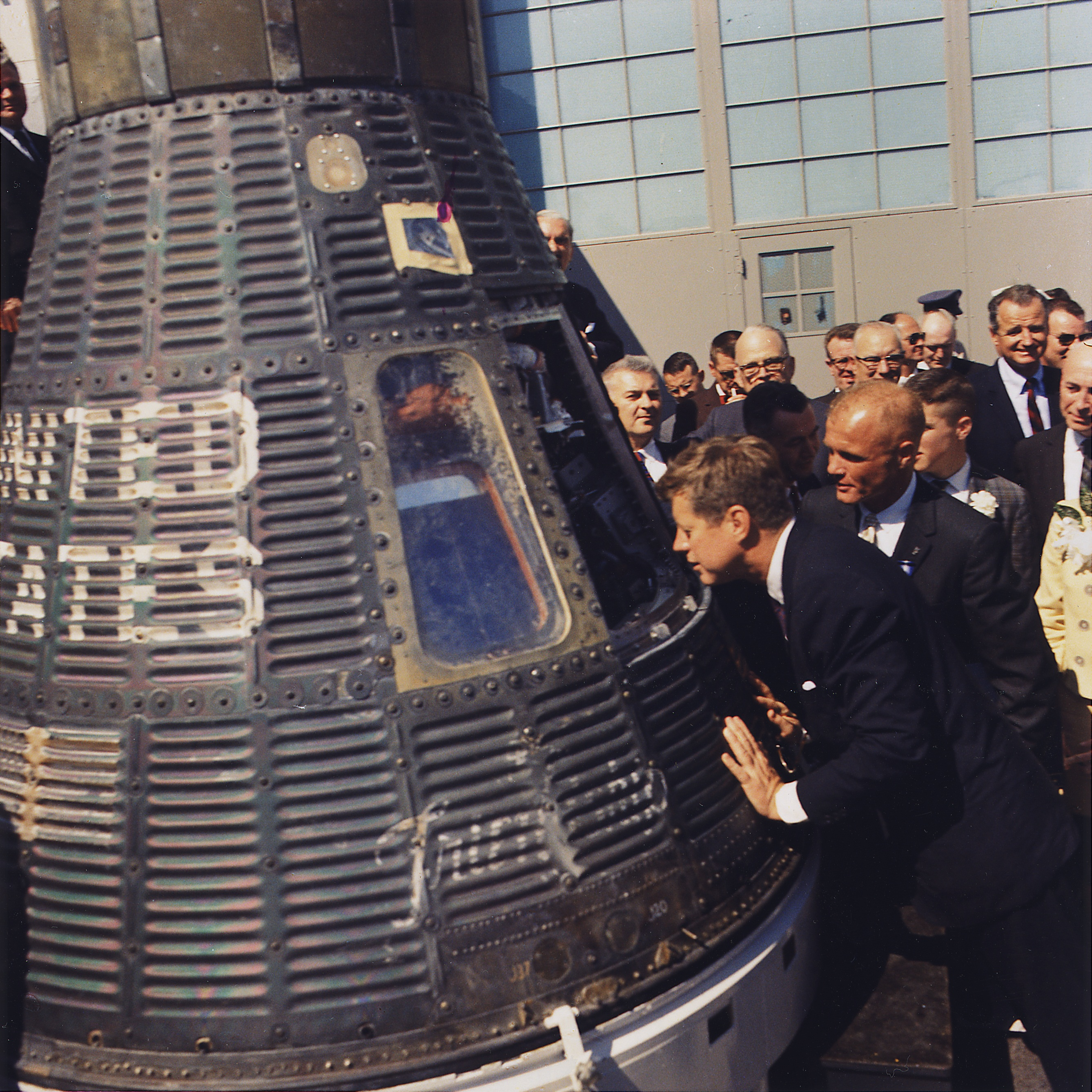
El president Kennedy al costat de la nau espacial Friendship 7, la qual va realitzar tres òrbites a la Terra, pilotada per l'astronauta John Glenn. 23 febrer 1962, Cap Canaveral, Florida

Kennedy desitjava amb ansietat que els Estats Units liderés la carrera espacial. Sergei Khrusxov diu que Kennedy es va aproximar dues vegades al seu pare, Nikita, perquè realitzessin una empresa conjunta per explorar l'espai, el juny de 1961 i en la tardor de 1963. A la primera ocasió, l'URSS estava molt més avançada en termes de tecnologia espacial que els Estats Units. La primera vegada que Kennedy va declarar l'objectiu de portar a un home a la Lluna va ser en una Sessió Conjunta de Congrés i Senat, celebrada el 25 de maig de 1961. En aquesta ocasió va dir:
"Primer, crec que aquesta nació ha d'assumir com a meta aconseguir que un home vagi a la Lluna i torni fora de perill a la Terra abans de finalitzar aquesta dècada. Cap altre projecte individual serà tan impressionant per a la humanitat ni més important que els viatges de llarg abast a l'espai, i cap serà tan difícil i costós d'aconseguir."
En la segona aproximació a Khrusxov, el rus es va veure persuadit dels beneficis que comportaria compartir els costos i perquè la tecnologia estatunidenca estava més avançada. Els EUA van llançar un satèl·lit a l'òrbita geoestacionària i Kennedy va sol·licitar al Congrés que aprovés un pressupost de més de 25 mil milions de dòlars per al Programa Apollo.
Khrusxov va acordar treballar en conjunt a la tardor de 1963, però Kennedy va ser assassinat abans que aquest acord pogués ser formalitzat. El 20 de juliol de 1969, gairebé sis anys després de la mort de JFK, l'objectiu del Programa Apolo va ser assolit i un home va arribar a la Lluna.

### Balanç
La seva administració va xocar contra diversos poders del país. L'origen dubtós de part de la fortuna familiar (el seu pare va traficar amb licor durant la prohibició) ho lligava a membres de la màfia dels EUA, especialment a Sam Giancana. Aquesta situació, sumada a la política recalcitrant del seu germà menor i Fiscal General (equivalent als Estats Units a Ministre de Justícia) Robert F. Kennedy, va fer que el president es trobés enmig d'un conflicte d'interessos. A això calia sumar la confrontació oberta dels Kennedy (especialment Robert) amb el principal cap sindical del país, Jimmy Hoffa.
És un dels presidents més recordats dels Estats Units juntament amb Abraham Lincoln, George Washington i Franklin D. Roosevelt. Quan el president Kennedy va morir va deixar darrere seu un enorme mite que ha perdurat. En realitat, el fenomen Kennedy no va ser sinó el reflex simbòlic del moment auri que l'economia i la societat nord-americanes travessaven al començament dels seixanta i a la seva particular telegènia en uns anys en què la televisió era un fenomen de masses acabat d'estrenar.
Un cop al poder, la gran majoria dels seus projectes només van ser simples continuacions de línies iniciades pel seu antecessor Eisenhower. L'intent d'impulsar l'estat benefactor (política de la Nova Frontera) encara tenia uns orígens més antics: es remuntava al New Deal i al New Fair Deal demòcrates impulsats per Roosevelt i Truman. La falta d'originalitat en els projectes kennedians va quedar més en evidència davant l'incompliment de la major part de les promeses fetes pel jove president.
El seu cercle de professors i intel·lectuals progressistes no va ser suficient perquè JFK aconseguís aprovar en el Congrés les seves propostes. El Medicare, o projecte de medicina socialitzada per a les persones més grans, es va trobar amb la forta oposició de l'Associació Americana de Metges; també van quedar postergats els projectes d'assistència social. I en el terreny de la lluita contra la segregació racial, per bé que Robert Kennedy va nomenar alguns funcionaris de color i va donar suport a les campanyes antiracistes del reverend Martin Luther King, el cert és que no es van suprimir els fons d'ajuda federal als centres escolars i acadèmics en què es mantenia la discriminació. El febrer de 1963 tampoc no va prosperar el projecte de llei per a assegurar el vot de la població negra, davant les reticències del Congrés.

## Gabinet

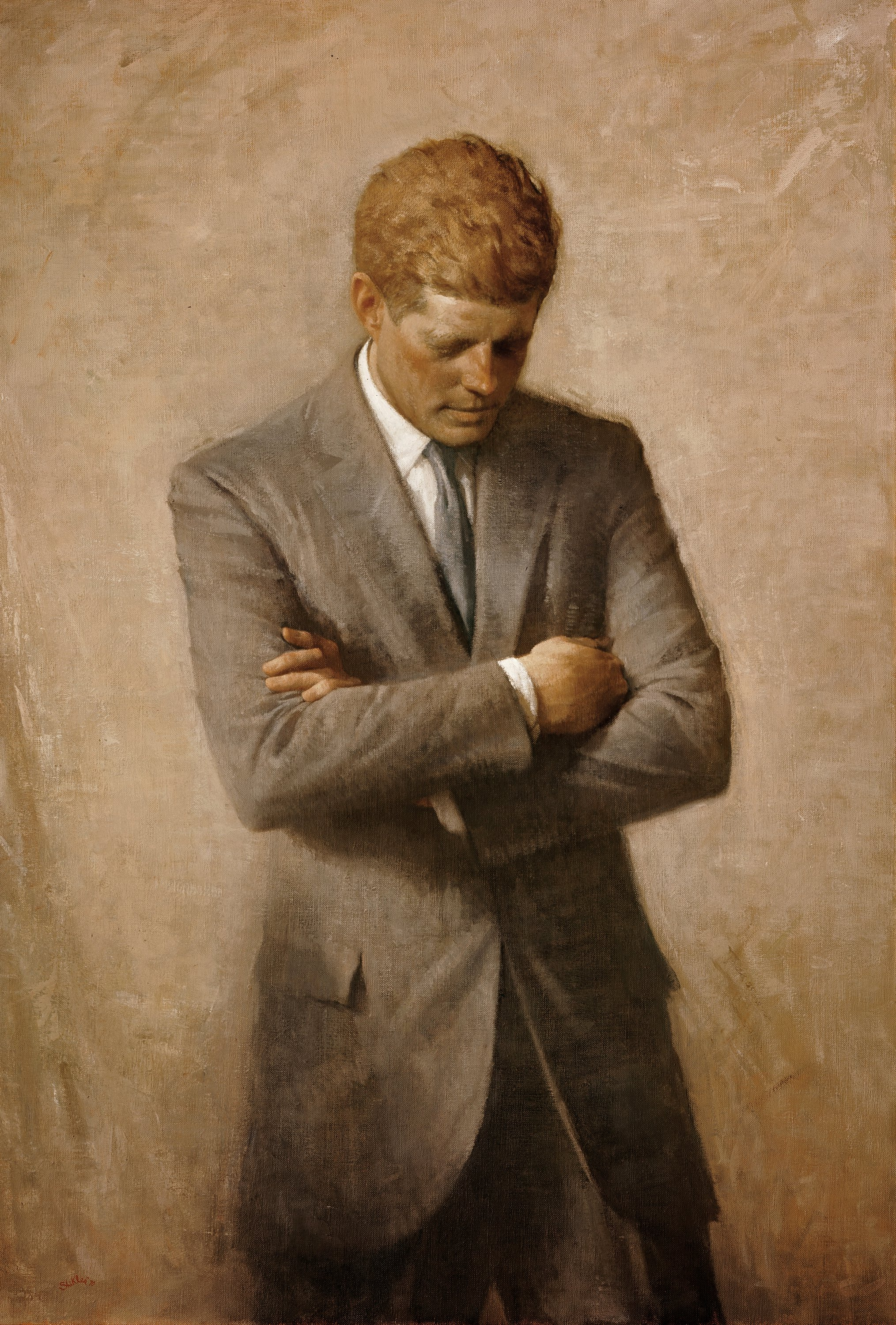
Retrat oficial pòstum de J.F. Kennedy, pintat per Aaron Shikler.

| El Gabinet Kennedy | El Gabinet Kennedy    | El Gabinet Kennedy |
| ------------------ | --------------------- | ------------------ |
| Càrrec             | Nom                   | Període            |
|                    |                       |                    |
| President          | John F. Kennedy       | 1961–1963          |
| Vicepresident      | Lyndon B. Johnson     | 1961–1963          |
|                    |                       |                    |
| Estat              | Dean Rusk             | 1961–1963          |
| Tresor             | C. Douglas Dillon     | 1961–1963          |
| Defensa            | Robert S. McNamara    | 1961–1963          |
| Justícia           | Robert F. Kennedy     | 1961–1963          |
| Servei Postal      | J. Edward Day         | 1961–1963          |
|                    | John A. Gronouski     | 1963               |
| Interior           | Stewart L. Udall      | 1961–1963          |
| Agricultura        | Orville L. Freeman    | 1961–1963          |
| Comerç             | Luther H. Hodges      | 1961–1963          |
| Treball            | Arthur J. Goldberg    | 1961–1962          |
|                    | W. Willard Wirtz      | 1962–1963          |
| SEB (HEW)          | Abraham A. Ribicoff   | 1961–1962          |
|                    | Anthony J. Celebrezze | 1962–1963          |

## Vida personal
El matrimoni de John i Jackie Kennedy va tenir quatre fills, dels quals la seva primera filla, Arabella Kennedy, va morir abans de néixer el 1956. La seva segona filla va ser Caroline Kennedy, nascuda el 1957 i després van tenir el seu primer baró, John F. Kennedy, Jr, nascut el 1960, que va morir en un accident amb el seu avió el 1999. El seu últim fill va néixer el mateix any de l'assassinat de Kennedy, Patrick Bouvier Kennedy però va morir dos dies després del seu naixement a causa de problemes respiratoris.

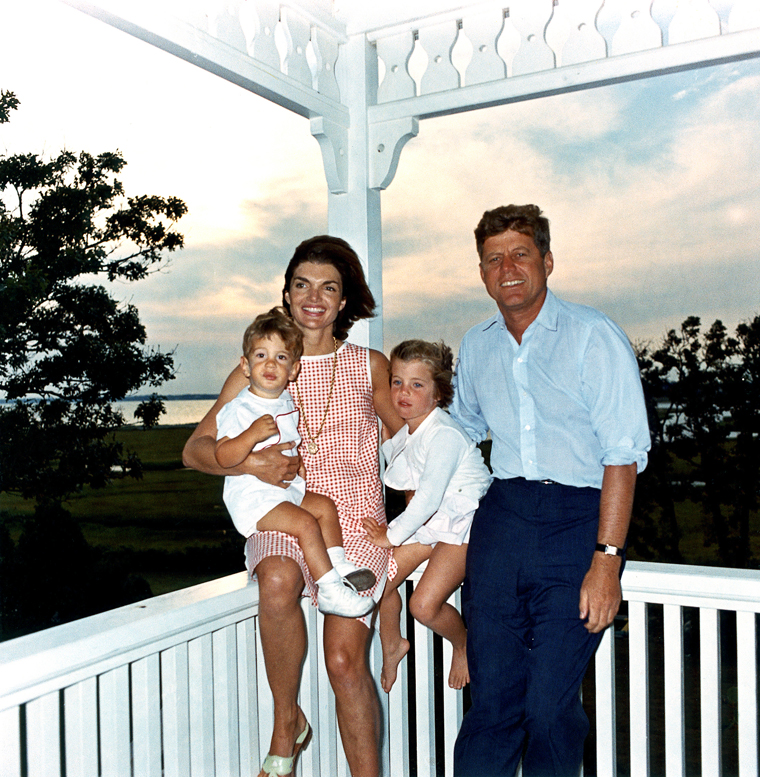
John F. Kennedy amb la seva esposa Jacqueline i els seus fills, John, Jr. i Caroline (1962).

Kennedy i la seva dona "Jackie" eren molt joves en comparació amb altres presidents i primeres dames anteriors, tots dos eren extraordinàriament populars en un sentit més semblant als cantants de pop i les estrelles de cinema que als polítics, influenciant a les modes i convertint-se en temes per a nombroses revistes populars. Jacqueline va comprar objectes d'art i mobles per a la Casa Blanca renovant les seves dependències.

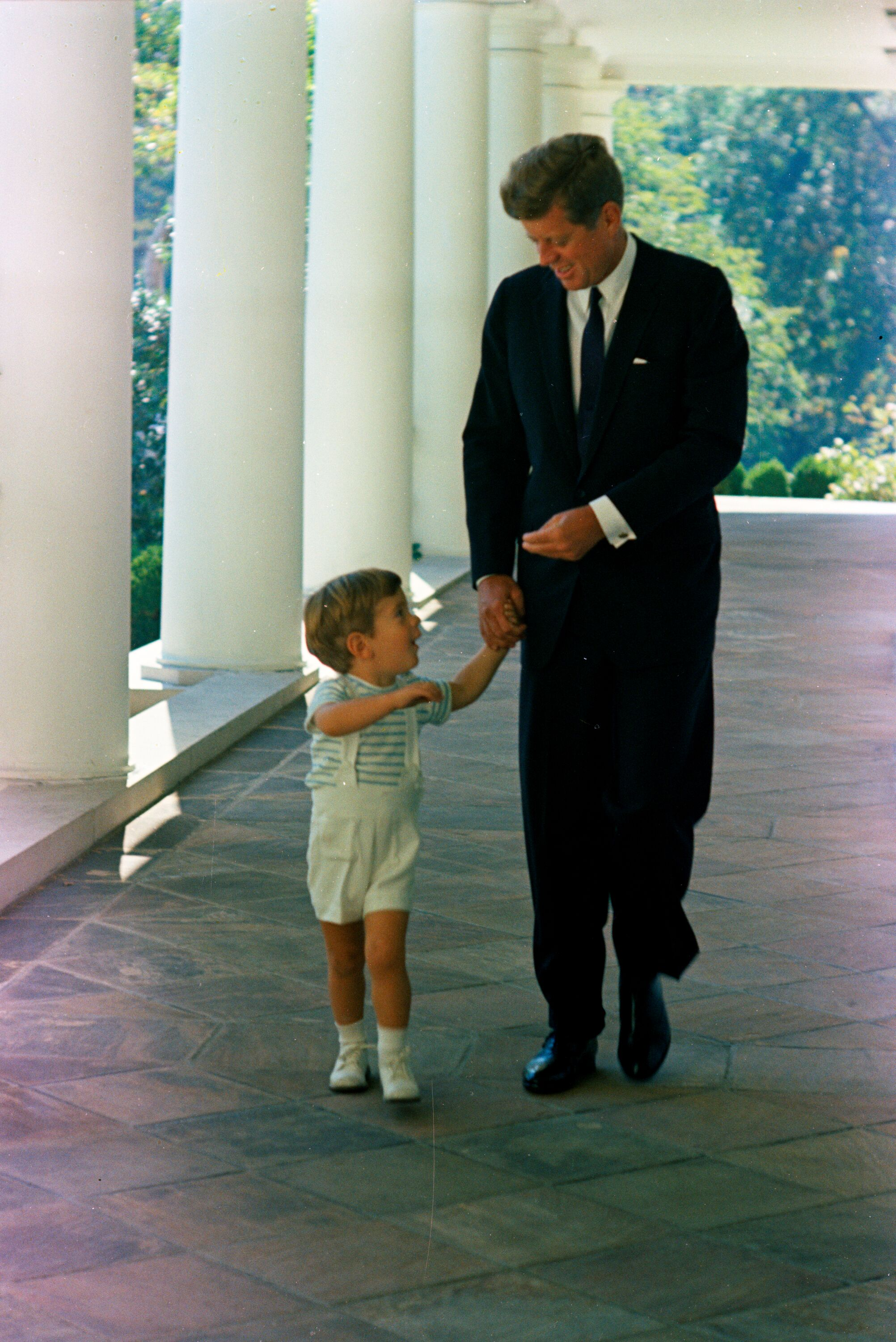
El president amb el seu fill John Jr. en un passadís de la Casa Blanca.

Als afores de la Casa Blanca, els Kennedy van establir una guarderia infantil, una piscina i una casa en un arbre. A Jackie no li agradava que els seus fills fossin fotografiats, però quan ella no hi era, el president va permetre que el fotògraf oficial de la Casa Blanca, Cecil Stoughton, fotografies als nens, obtenint així les imatges dels nens que probablement són més conegudes, i especialment la de John Jr jugant sota l'escriptori del President en el Despatx Oval.
El president és associat generalment a la cultura popular. Coses com el "Twisting at the White House" i el musical "Camelot" (l'obra popular de Broadway) formen part de la cultura JFK. L'àlbum de comèdia de Vaughn Meade "First Family" (Primera Família) - una paròdia del President, la Primera Dama, els seus fills i l'administració Kennedy - va vendre prop de 4 milions de còpies. El 19 de maig de 1962 Marilyn Monroe va cantar per al president en la seva festa d'aniversari al Madison Square Garden.
Darrere de la façana glamourosa, els Kennedy van patir grans tragèdies personals. Jacqueline va patir un avortament natural el 1955, i el 1956 va donar a llum una filla morta (Arabella Kennedy). La mort del seu fill nadó, Patrick Bouvier Kennedy, l'agost de 1963, va ser una gran pèrdua. Des de la mort de Kennedy s'ha especulat sobre nombroses relacions extramatrimonials que aquest hagués mantingut durant la seva presidència amb dones com ara l'actriu Marilyn Monroe i Mary Pinchot Meyer, membre de l'anomenadaJet- set.
Malgrat la imatge idíl·lica que el matrimoni Kennedy representava per a bona part de l'opinió pública, John Fitzgerald va mantenir durant alguns anys relacions extramatrimonials amb becàries del seu gabinet. Afortunadament per a ell, la bona relació del president amb els mitjans de comunicació va impedir que aquestes notícies arribessin al coneixement públic. Una altra de les característiques de John era el seu delicat estat de salut, a causa d'un mal contret en el període de la Segona Guerra Mundial. Se sap que estava afectat pel mal de Parkinson, el qual va està ben ocultat pel mateix president que detestava la publicitat de la seva fràgil salut. El seu germà Bobby Kennedy va comentar a un periodista: "Si un mosquit pica en Jack, ell s'hi torna molt irritat", en al·lusió a aquest conegut mal.
El carisma de Kennedy i la seva família va fer que es digués popularment a la seva administració "Camelot", a causa dels comentaris de la seva vídua, que va dir que l'obra de Broadway era una de les favorites del seu marit en una entrevista realitzada per Theodore White.
L'octubre de 1951, durant el seu tercer període com a Representant de l'11è districte de Massachusetts, Kennedy, als 34 anys, es va embarcar en un viatge per Àsia durant set setmanes, visitant Israel, l'Índia, Vietnam i Japó amb el seu germà Robert (de 25 anys, que s'havia graduat a la facultat de dret feia quatre mesos) i la seva germana Patricia (de 27 anys). Com que John era vuit anys més gran que Robert aquests s'havien tractat poc. Aquest viatge de 20 mil milles va ser la primera vegada que van passar tant de temps junts i va donar com a resultat l'enfortiment de la seva relació. Robert va ser el cap de campanya de la seva reeixida elecció de Senadors de 1952, tornant a exercir aquest càrrec per a la campanya presidencial de 1960.
A l'enquesta titulada "llista de les persones més admirades del segle vint" realitzada per "Gallup", Kennedy va sortir tercer, superat només per Martin Luther King, Jr i la Mare Teresa de Calcuta.

## L'enigma i les certeses del seu assassinat

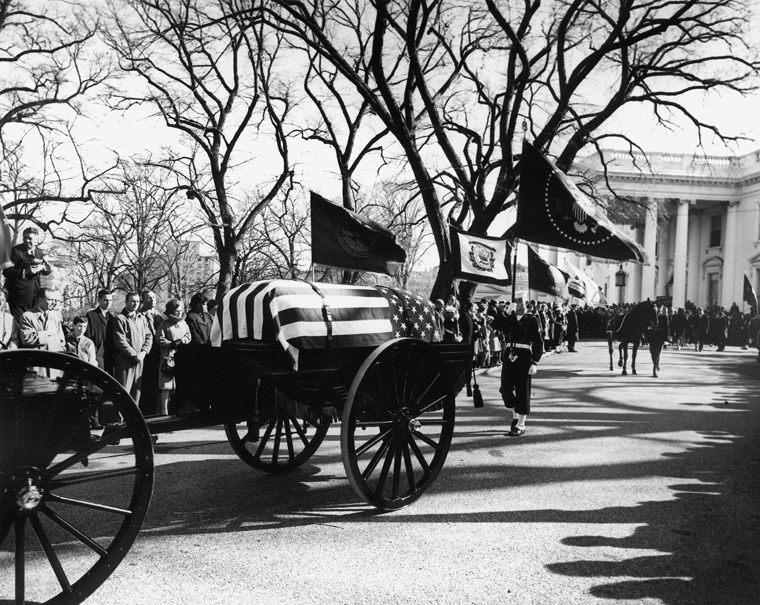
El fèretre del President Kennedy sortint de la Casa Blanca.

Kennedy va ser assassinat a Dallas el 22 de novembre de 1963 durant un viatge oficial. Lee Harvey Oswald, va ser detingut, acusat d'haver comès l'atemptat. Aquest últim va ser també assassinat per Jack Ruby abans que pogués anar a judici. A més de les versions oficials, també al llarg dels anys s'han donat moltes altres versions conspiratives, algunes de les quals compleixen tota lògica per a ser veritat, i unes altres són senzillament increïbles. Entre les versions conspiratives més versemblants, se sembra el dubte que és impossible que en el temps de 2 segons es pugui efectuar el primer i el segon tret, a més sent l'angle del segon pràcticament impossible que es realitzés des del mateix lloc. A més també es planteja que el detingut per l'assassinat, fos en realitat algú contractat com a esquer, donant-li mort perquè no parlés. Aquest atemptat va afectar enormement a la societat estatunidenca. Avui dia són pocs els nord-americans que creuen que Kennedy va ser assassinat per Lee Harvey Oswald, o que ho va fer en solitari segons la teoria defensada a totes passades per J. Edgar Hoover. Existeixen fins i tot nombroses hipòtesis de conjura en les quals s'implica a organismes d'intel·ligència, com la CIA, el FBI sota la direcció de J. Edgar Hoover, i els exiliats cubans.
Després de l'assassinat el cos de Kennedy va ser traslladat a Washington DC, específicament a l'Ala Est de la Casa Blanca, on va romandre fins diumenge. El diumenge 24 de novembre, el taüt va ser transportat en una carrossa tirada per cavalls des de la Casa Blanca fins al Capitoli, on va ser vetllat públicament. Dilluns 25 de novembre es va realitzar el funeral d'estat, al qual van assistir més de 90 representants de diversos països. L'endemà de l'assassinat, el nou president Johnson havia declarat el dilluns com a dia nacional de dol. En el matí es va fer una missa a la Catedral de Sant Mateu i després va ser enterrat al Cementiri Nacional d'Arlington

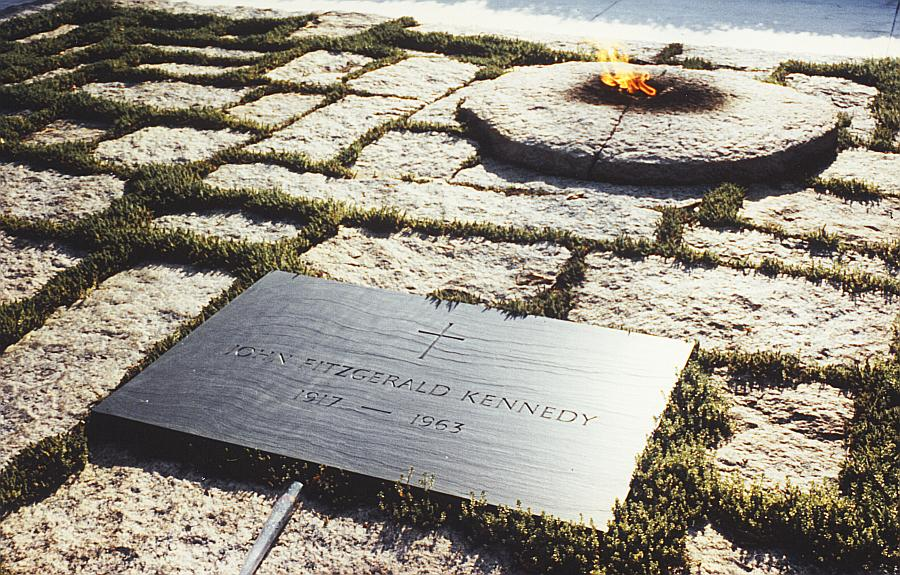
Tomba de Kennedy al Cementiri Nacional d'Arlington.

El 14 de març de 1967, el cos de Kennedy va ser traslladat a la seva sepultura permanent situada al cementiri Nacional d'Arlington. Està sepultat amb la seva dona i els seus fills menors. Els seus germans, els senadors Robert F. Kennedy i Edward Moore Kennedy estan sepultats a prop d'ells. La seva tomba està sempre il·luminada per la qual cosa es denomina "Flama Eterna de John F. Kennedy".

## Llegat
La televisió va ser la principal font amb la qual les persones es van mantenir informades dels esdeveniments que envoltaven l'assassinat de John F. Kennedy. Els diaris es van guardar com records més que com a fonts actualitzades de notícies. Les tres grans cadenes de televisió van suspendre els seus programes habituals i van transmetre notícies permanentment des del 22 de novembre fins al 25 de novembre. El funeral d'estat de Kennedy i l'assassinat de Lee Harvey Oswald van ser transmesos en directe a tot el país, així com en altres països del món.
L'assassinat va tenir un gran efecte en moltes persones no només als Estats Units, sinó per tot el món. Molts recorden vivament on estaven en el moment en què es van assabentar que Kennedy havia estat assassinat, com va passar amb els atacs terroristes de l'11 de setembre de 2001. L'ambaixador nord-americà davant l'ONU, Adlai Stevenson, va dir sobre l'assassinat, "tots nosaltres... carregarem amb la pena de la seva mort fins al final dels nostres dies".
L'assassinat del President Kennedy, i els misteris no aclarits que l'envolten mantenen la seva vigència històrica i política i van afectar la confiança del poble nord-americà en la política. Aquesta mort juntament amb les posteriors del seu germà, el senador Robert F. Kennedy i la del reverend Martin Luther King, van formar un triplet que va desilusionar a la població pel que fa als canvis polítics i socials.
Molts dels discursos de Kennedy són considerats com vertaderes icones. Malgrat el seu relatiu curt període en el càrrec, i encara que no va introduir grans canvis en la legislació, els nord-americans solen votar a Kennedy com un dels millors Presidents del país, posant-lo al mateix nivell que Abraham Lincoln, George Washington i Franklin D. Roosevelt. Alguns extractes del discurs inaugural de Kennedy estan gravats en una placa prop de la seva tomba al cementiri d'Arlington.
Arreu del país té dedicats diversos homenatges i memorials com per exemple l'aeroport de Nova York (Aeroport Internacional John F. Kennedy), l'autopista més important de Chicago ("John F. Kennedy Expressway"), el Centre d'Operacions de Llançament de la NASA a Cap Canaveral (Florida) fou rebatejat com a "Centre espacial John F. Kennedy",...

## Pel·lícules sobre JFK
- PT 109: interpretat per Cliff Robertson. (1963)
- Acció executiva, de David Miller. (1973)
- JFK: cas obert, d'Oliver Stone. (1991)
- Malcolm X: interpretat per Steve Reed. (1992)
- Tretze dies, de Roger Donaldson. (2000)
- Timequest: interpretat per Victor Slezak. (2002)
- C.S.A.: The Confederate States of America: mitjançant l'ús d'arxius històrics. (2004)

## Àrees protegides
- «John Fitzgerald Kennedy National Historic Site (U.S. National Park Service)».